# Jaligny-sur-Besbre (tổng)
Tổng Jaligny-sur-Besbre là một tổng ở tỉnh Allier trong vùng Auvergne.

## Địa lý
Tổng này được tổ chức xung quanh Jaligny-sur-Besbre thuộc quận Vichy. Độ cao thay đổi từ 234 m (Châtelperron) đến 487 m (Bert) với độ cao trung bình 287 m.

## Hành chính
| Giai đoạn | Ủy viên            | Đảng | Tư cách                |
| --------- | ------------------ | ---- | ---------------------- |
| 28        | Jean-Paul Cherasse | PS   | thị trưởng của Thionne |

## Các đơn vị cấp dưới
Tổng Jaligny-sur-Besbre gồm 12 xã với dân số là 4 375 người (điều tra năm 1999, dân số không tính trùng)
| Xã                 | Dân số | Mã bưu chính | Mã insee |
| ------------------ | ------ | ------------ | -------- |
| Bert               | 273    | 03130        | 03024    |
| Châtelperron       | 137    | 03220        | 03067    |
| Chavroches         | 248    | 03220        | 03071    |
| Cindré             | 313    | 03220        | 03079    |
| Jaligny-sur-Besbre | 694    | 03220        | 03132    |
| Liernolles         | 282    | 03130        | 03144    |
| Saint-Léon         | 652    | 03220        | 03240    |
| Sorbier            | 307    | 03220        | 03274    |
| Thionne            | 306    | 03220        | 03284    |
| Treteau            | 514    | 03220        | 03289    |
| Trézelles          | 395    | 03220        | 03291    |
| Varennes-sur-Tèche | 254    | 03220        | 03299    |

## Biến động dân số
| 1962                                                     | 1968  | 1975  | 1982  | 1990  | 1999  |
| -------------------------------------------------------- | ----- | ----- | ----- | ----- | ----- |
| 6 224                                                    | 6 664 | 5 914 | 5 310 | 4 736 | 4 375 |
| Nombre retenu à partir de 1962 : dân số không tính trùng |       |       |       |       |       |